# Neue Eritrea-Partei
Die Neue Eritrea-Partei (auf Tigrinya: Mahber Hadas Ertra) war eine politische Partei in Eritrea. Sie wurde als die Neue Eritrea-Pro-Italien-Partei am 29. September 1947 von Mitgliedern der Eritrea-Kriegsveteranen-Assoziation und der Italo-Eritreischen Assoziation gegründet.
Die Partei befürwortete die italienische Treuhandschaft über Eritrea als Vorbereitung für die volle nationale Unabhängigkeit Eritreas.
Omar Mohammed Baduri war der Parteipräsident, Blatta Mohamed Abdella Ali der Vizepräsident der Partei.

## Entwicklung
Die Partei war eine der vier eritreischen politischen Parteien, welche zur Abhaltung der Sitzung über die Eritreische Frage in der Generalversammlung der Vereinten Nationen von April bis Mai 1949 eingeladen waren. Zwei Vertreter der Partei reisten nach New York City – Mohammed Abdulla und Mohammed Tatok. Bei den Vereinten Nationen übernahm Mohammed Abdulla die Position der Partei als Unterstützer der italienischen Treuhandschaft in Vorbereitung zur Unabhängigkeit. Nach alledem bildeten die verschiedenen pro-Unabhängigkeits-Parteien ein enges Bündnis und begannen, ähnliche Positionen in Anbetracht des Unabhängigkeitswillens zu formulieren.
Im Mai 1949 änderte die Partei ihren Namen zur Neuen Eritrea-Partei. Zur gleichen Zeit reformulierte sie ihre politische Agenda und unterstützte die sofortige Unabhängigkeit. Die Partei trat für die Bildung einer Allianz mit der Unabhängigen Moslemliga ein. Im Juni 1949 wurde die Partei Mitgliedspartei des Blocco Indipendenza (italienisch Unabhängigkeitsblock). Der Unabhängigkeitsblock rief zur vollen Unabhängigkeit Eritreas in den Grenzen von 1936 auf.
Die Partei schaffte es nicht, in den Wahlen zur regionalen Nationalversammlung der nun äthiopischen Provinz Eritrea von 1952 irgendwelche Sitze zu erringen.